# Hemiphileurus laticollis
Hemiphileurus laticollis är en skalbaggsart som beskrevs av Hermann Burmeister 1847. Hemiphileurus laticollis ingår i släktet Hemiphileurus och familjen Dynastidae. Inga underarter finns listade i Catalogue of Life.